# Frauensolidarität
Frauensolidarität (stilisierte Eigenschreibweise frauen*solidarität) ist ein feministisches Magazin aus Österreich.

## Programm
Die Zeitschrift Frauensolidarität erscheint dreimal pro Jahr und wird vom Verein Frauensolidarität herausgegeben. Sie informiert über Frauenrechte, Frauenbewegungen und Frauenkultur in den Ländern des Südens und reflektiert das Nord-Süd-Verhältnis aus feministischer Sicht. Aktuelle internationale Berichte, Kommentare und Analysen zur Stellung der Frauen werden ergänzt durch Interviews mit Aktivistinnen. Regelmäßig gibt es auch Artikel und Beiträge auf Spanisch und Englisch. Seit 2022 gibt es die Zeitschrift auch in einer digitalen Version.
Die Zeitschrift engagiert sich für feministisch-entwicklungspolitische Informations- und Bildungsarbeit in Afrika, Asien und Lateinamerika. In ihrer Informationsarbeit in Österreich verbindet die Frauensolidarität feministische und entwicklungspolitische Konzepte. Sie betreibt, gemeinsam mit den anderen entwicklungspolitischen Organisationen BAOBAB, ÖFSE, Paulo Freire Zentrum und Mattersburger Kreis, das C3-Centrum für Internationale Entwicklung.

## Auszeichnungen
- 1991: Bruno-Kreisky-Preis für Verdienste um die Menschenrechte[1]
- 2017 Österreichischer Preis für Entwicklungsforschung für die frauenspezifische Bildungs- und Forschungsarbeit im Bereich der Entwicklungs- und Genderforschung sowie die entwicklungspolitisch relevante Durchführung frauenspezifischer Projekte mit nationalem und internationalem Partner×innen-organisationen geehrt
- 2019 Erasmus-Award Bildung für Bildungsprojekte in der Kategorie Strategische Partnerschaften für „Speaking out loud – empowerment through community based media“